# Teòfil el Protoespatari
Teòfil el Protoespatari (en llatí Teophilus Protospatharius, en grec antic Θεόφιλος Πρωτοσπαθάριορ), identificat amb Filoteu (Philotheus, Φιλόθεος) i Filàret (Φιλάρετος), tot i que potser eren persones diferents, va ser un metge grec autor de diversos tractats de medicina, encara que l'autoria almenys d'alguns és discutida. Portava el títol de protoespatari. Va viure probablement al segle vii i va ser tutor d'Esteve d'Atenes. Va exercir alts càrrec que va abandonar ja gran per abraçar la vida monàstica. Va estudiar filosofia peripatètica, encara que sembla que era cristià. William Smith, diu que aquests aspectes de la seva vida es dedueixen dels títols i els continguts de les seves obres, sense que hi pugui haver una absoluta certesa.
Se li atribueixen cinc obres, de les que la més interessant és la titulada Περὶ τῆς τοῦ Ἀνθρώπου Κατασκευῆς, De Corporis Humani Fabrica, molt poc original, ja que és una abreviació de l'obra de Galè Περὶ Χρείας τῶν ἐν Ἀνθρώπον Σώματι Μορίων, De Usu Partium Corporis Humani, però té alguns punts diferents, encara que de vegades sembla haver-lo entès malament. En el cinquè llibre va incloure diversos extractes de les obres d'Hipòcrates De Genitura i De Natura Pueri. Recomana en diversos llocs la dissecció d'animals, però no sembla haver examinat mai un cos humà. En un passatge aconsella a l'estudiant la dissecció d'un simi, o bé d'un ós, o, si no es pot aconseguir cap d'aquests animals, qualsevol que pugui trobar, «però de totes maneres», afegeix, «que disseccioni alguna cosa».
Una altra obra seva es titulava Περὶ Οὔρων, De urinis, que conté poc o res d'original, encara que era un bon compendi del que es coneixia sobre aquest tema pels antics, i va ser molt apreciat a l'edat mitjana. També va escriure uns Comentaris als Aforismes d'Hipòcrates, que de vegades s'atribueixen a un autor anomenat Filoteu, potser ell mateix. I un breu tractat Περὶ Σφυγμῶν, De Pulsibus, que Foci atribueix a un autor anomenat Protoespatari, segurament aquest Teòfil.